# Чебурашка (мультфильм, 2010)
Чебурашка (яп. チェブラーシカ Тебура:сика, рус. «Чебурашка») — полнометражный кукольный мультипликационный фильм режиссёра Макото Накамуры, в российском прокатном варианте (2013) состоящий из трёх частей: «Чебурашка и цирк», «Чебурашка идёт в зоопарк» и «Советы Шапокляк».
Это версия японского кукольного сериала о Чебурашке 2010 года, перемонтирована специально для России в виде полнометражного фильма, с определёнными отличиями от японского варианта. Японский сериал в России не демонстрировался из-за неопределённости с авторскими правами.
Мультфильм вышел в российский прокат 5 июня 2014 года, однако прокат был приостановлен в связи с аннулированием прокатного удостоверения по требованию «Союзмультфильма», а также из-за неопределённости с авторскими правами. Данное решение было оспорено, и после возобновления прокатного удостоверения фильм вышел в прокат 6 ноября 2014 года.

## Сюжет
«Чебурашка» — мультфильм из четырёх историй: «Пролог», «Чебурашка и цирк», «Чебурашка идёт в зоопарк» и «Советы Шапокляк».

### Пролог
Прологом служит история о появлении Чебурашки в ящике из-под апельсинов, его знакомстве с крокодилом Геной и обретении друзей. В международной версии (2010) полностью переснят мультфильм «Крокодил Гена» (1969), сцены которого воспроизведены в мельчайших деталях.
Прокатная версия, сделанная для России (2013), отличается от международного варианта добавлением новеллы «Чебурашка в зоопарке» и изъятием новеллы «Крокодил Гена», поскольку её содержание хорошо знакомо российскому зрителю.

### «Чебурашка и цирк»
Однажды Крокодил Гена рыбачил, но рыбалка не удалась, поскольку ему помешали лягушонок и стрекоза. В это время Чебурашка подбегает к Гене и сообщает, кто приехал. Гена и Чебурашка заметили, что в город приехал цирк. Крокодил объясняет Чебурашке, что это такое. Крокодил Гена и Чебурашка решают выступать в цирке: Чебурашка — жонглёром, а Гена — танцором на канате. Но их не берут в цирк, и Гена вместе с Чебурашкой идут домой. По пути они встречают девочку Машу, которая плачет у дерева и также мечтает оказаться в цирке. Герои усердно тренируют её ходить по канату. Однажды её талант замечает сам директор цирка, и приглашает Машу на тренировку на арену в ночное время. Маше разрешают пройти, однако Гену и Чебурашку сторож не пускает. А без помощи друзей никак Маше не выступить! Герои тайно пробираются в цирк и начинают тренировать Машу. На следующий день устраивается цирковое представление, которое решит, станет ли Маша работать в цирке постоянно, но его прерывает старуха Шапокляк, однако Гена с помощью рычага прекращает её безобразные выходки, и та выходит из цирка. Выступление Маши проходит успешно, и её принимают в труппу. В день отъезда цирка Гена и Чебурашка просыпают, но получают письмо от Маши, в котором она пишет «До свидания». Теперь герои с нетерпением ждут её приезда обратно.

### «Чебурашка идёт в зоопарк»
Однажды посетитель зоопарка, сфотографировавшись с Геной, унёс его шляпу. Тогда крокодил возвращался домой, накрыв свою голову газетой и не думая пережидать ливень. Вернувшись домой, Гена простудился. Чебурашка решает подменить его. Однако посетители зоопарка в недоумении — как может быть таким крокодил? Это также заинтересовало учителя одной школы, ученики которого принесли из зоопарка рисунки «крокодила». Учитель решает снова дать домашнее задание — нарисовать льва, акцентируя на внимательность. 
Как оказывается, «крокодил» заинтересовал не только посетителей с учителем, но и Шапокляк — старуху-проказницу, которая решает устроить в зоопарке путаницу, переставив таблички в вольерах. Тем временем дети выполняют домашнее задание и показывают учителю. Но тот снова в недоумении и решает самолично с детьми пойти в зоопарк. О проделке Шапокляк узнают и меняют таблички на нужные места. Но остался Чебурашка… В нужный момент настоящий крокодил — выздоровевший Гена — прибегает в зоопарк и объясняет учителю, что в вольере Чебурашка, который пришёл его заменять.

### «Советы Шапокляк»
Старый фокусник приезжает в город в поисках своей внучки. Крокодил Гена и Чебурашка, узнав об этом, всеми силами пытаются найти внучку фокусника. Вначале они просят художника нарисовать, как внучка должна выглядеть сейчас, однако тот отказывается, так как у фокусника есть лишь её фотография в младенческом возрасте:
 — Ну я же не фокусник! 
 — Я фокусник. 
 Тем временем Шапокляк занимает детскую площадку и решает давать «полезные советы». Герои тоже обращаются к ней, но получают совет пойти к художнику. Так и не найдя внучку, фокусник, Гена и Чебурашка делают памятную фотографию, и дедушка собирается на вокзал. На следующий день возвращается цирк, и Маша замечает памятную фотографию Гены и Чебурашки вместе с фокусником. Как выясняется, у Маши такая же фотография, как у этого фокусника, что доказывает, что он — дедушка Маши. Герои успевают догнать фокусника на вокзале, и Маша снова встречается с дедом. На радостях тот начинает показывать фокусы, и директор цирка приглашает его в труппу.

## Титры и сцена после них
Титры демонстрируются на английском языке с указанием всей съёмочной группы, ремейком песни «Голубой вагон» и показом фрагментов пролога. После титров показываются вечерний город и события во время и после заката.

## Прокат мультфильма
К настоящему моменту[уточнить] мультфильм вышел в коммерческом кинопрокате и DVD в Японии, Франции, Бельгии (версия 2010 года) и России (версия 2013 года).

## История создания
«Чебурашка» — дань уважения международной команды аниматоров советскому мультфильму Романа Качанова. Главной задачей для создателей было максимальное сохранение аутентичной манеры кукольного фильма. Для того чтобы сохранить дух легендарного советского мультфильма, все куклы и декорации были воссозданы заново: пластика, мимика и голоса героев были воспроизведены с максимальной достоверностью. Были специально привлечены консультанты из России и Белоруссии, художниками-постановщиками фильма стали Михаил Алдашин и Михаил Тумеля. Работа над «Чебурашкой» продолжалась 6 лет.
Режиссёр Макото Накамура намеренно сделал выбор в пользу кукольной анимации, а не более простого в исполнении способа — компьютерной графики. По его мнению, «в кукольной анимации присутствует особенный неповторимый шарм и, в отличие от компьютерной графики, куклы — это реально существующие вещи, в которые вдохнули „жизнь“ с помощью движения, именно поэтому на экране они воспринимаются иначе».

## Роли озвучивали
| Персонаж | Русская версия                                                                                  | Японская версия  |
| --- | ----------------------------------------------------------------------------------------------- | ---------------- |
| Чебурашка, дети, прохожая, репродуктор на ж/д станции                                                                | Лариса Брохман                                                                                  | Нодзоми Охаси    |
| Крокодил Гена | Владимир Ферапонтов (через архивы), Гарри Бардин (в серии «Чебурашка в зоопарке»)               | Хироси Цутида    |
| Шапокляк, прохожий, директор магазина, доставщик подарков, милиционер                                                | Дмитрий Филимонов                                                                               | Тё               |
| Маша, дети | Ольга Зверева                                                                                   | Кии Китано       |
| Фокусник, рассказчик, охранник цирка, сторож зоопарка, прохожий                                                      | Александр Пожаров                                                                               | Сюндзи Фудзимура |
| Директор цирка, продавец фруктов, художник, Лев Чандр, прохожий                                                      | Александр Груздев (в серии «Крокодил Гена»), Валентин Ольшванг (в серии «Чебурашка в зоопарке») |                  |
| Галя, Чебурашка (пролог, некоторые реплики), медсестра, дети, прохожая, старушка, жирафа Анюта, котенок, щенок Тобик | Ольга Шорохова                                                                                  |                  |
| Доктор | Владимир Орёл                                                                                   |                  |
| Учитель, прохожий, фотограф                                                                                          | Антон Колесников                                                                                |                  |
| Клоун, голос из громкоговорителя                                                                                     | ? (в сериях «Чебурашка в цирке» и «Полезные советы Шапокляк»)                                   |                  |